# Красная книга Иркутской области
Красная книга Иркутской области — официальный документ, содержащий аннотированный список редких и находящихся под угрозой исчезновения животных, растений и грибов Иркутской области, сведения о их состоянии и распространении, а также необходимых мерах охраны.
Учреждена в 2008 году на основании Закона Иркутской области «О Красной книге Иркутской области» (от 24 июня 2008 года № 30-оз).

## Издание
В первое издание Красной книги Иркутской области, вышедшее в 2010 году включены 408 видов грибов, растений и животных, нуждающихся в охране. Среди них 25 видов грибов, 50 — лишайников, 40 — мхов, 173 — сосудистых растений, по 1 виду амебоидных и пиявок, 14 видов ракообразных, 10 — насекомых (в том числе абия прибайкальская, оруссус паразитический), 12 — рыб (стерлядь, сибирский осётр, ленок, таймень, арктический голец, тугун, нельма, линь и другие), по 2 вида амфибий (монгольская жаба, обыкновенная жаба) и рептилий (узорчатый полоз, обыкновенный уж), 62 вида птиц и 17 видов млекопитающих (в том числе ирбис, манул, амурский тигр, солонгой, северный олень).
Второе издание вышло в 2020 году, в него включено 30 видов грибов, 50 лишайников, 223 высших растений, 1 простейших, 34  беспозвоночных и  89  видов позвоночных.

## Категории охраны
Категории охраны видов, включённых в Красную книгу Иркутской области имеют следующие обозначения:
| Категория | Название                                | Описание |
| --------- | --------------------------------------- | --- |
| 0         | вероятно исчезнувшие                    | вероятно исчезнувшие растения, животные и другие организмы, которые ранее обитали (произрастали) на территории Иркутской области и нахождение которых в природе не подтверждено (для беспозвоночных — в последние 50 лет, для позвоночных, растений и других организмов — в последние 25 лет) |
| 1         | находящиеся под угрозой исчезновения    | растения, животные и другие организмы, обитающие (произрастающие) на территории Иркутской области, находящиеся под угрозой исчезновения, численность которых сократилась до критического уровня таким образом, что в ближайшее время они могут исчезнуть |
| 2         | сокращающиеся в численности             | растения, животные и другие организмы, обитающие (произрастающие) на территории Иркутской области, которые неуклонно сокращаются в численности и при продолжении воздействия лимитирующих факторов могут в короткие сроки попасть в категорию находящихся под угрозой исчезновения (в категорию 1)                                                                                                  |
| 3         | редкие                                  | редкие растения, животные и другие организмы с естественной низкой численностью, которые обитают (произрастают) на территории Иркутской области и (или) распространены на ограниченной территории Иркутской области или спорадически распространены на значительной территории Иркутской области |
| 4         | неопределенные по статусу               | неопределенные по статусу растения, животные и другие организмы, обитающие (произрастающие) на территории Иркутской области, которые, вероятно, относятся к одной из перечисленных категорий, но достаточных сведений об их состоянии в природе в настоящее время нет, либо они не в полной мере соответствуют критериям всех остальных категорий                                                   |
| 5         | восстанавливаемые и восстанавливающиеся | восстанавливаемые и восстанавливающиеся растения, животные и другие организмы, обитающие (произрастающие) на территории Иркутской области, численность и распространение которых под воздействием естественных причин или в результате принятых мер охраны начали восстанавливаться и которые приближаются к состоянию, когда не будут нуждаться в специальных мерах по сохранению и восстановлению |